# Siła Ludowa
Siła Ludowa (hiszp. Fuerza Popular), dawniej znana jako Siła 2011 (hiszp. Fuerza 2011), to peruwiańska partia polityczna założona w 2009 roku przez Keiko Fujimori, która kandydowała na Prezydenta Republiki w wyborach parlamentarnych w Peru w 2011 roku, uzyskując drugie miejsce, z Rafael Rey i Jaime Yoshiyamą jako kandydatami na wiceprezydenta. Próbowała ponownie w wyborach parlamentarnych w Peru w 2016 roku, wraz z José Chlimper i Vladimiro Huaroc jako wiceprzewodniczącymi, powtórnie zajmując drugie miejsce z wynikiem 49,88% głosów.